# Луки Новогуцькі
Луки Новогуцькі - обшар луків, розташованих у Кракові між центром району Нова Гута та берегом річки Вісли. У 2003 році їх оголосили для екологічного використання . Площа використання 57,17 га  .
Луки Новогуцькі були створені на місці, де в середньовіччі існували стариці Вісли. Вони є частиною луків Вісли у Кракові. У 1950-х роках  ХХ століття на території, яку займали Луки Новогуцькі, планувалося створити величезне рекреаційне водосховище, яке мало стати невід’ємною частиною сьогоднішнього т. зв. Стара Нова Гута.

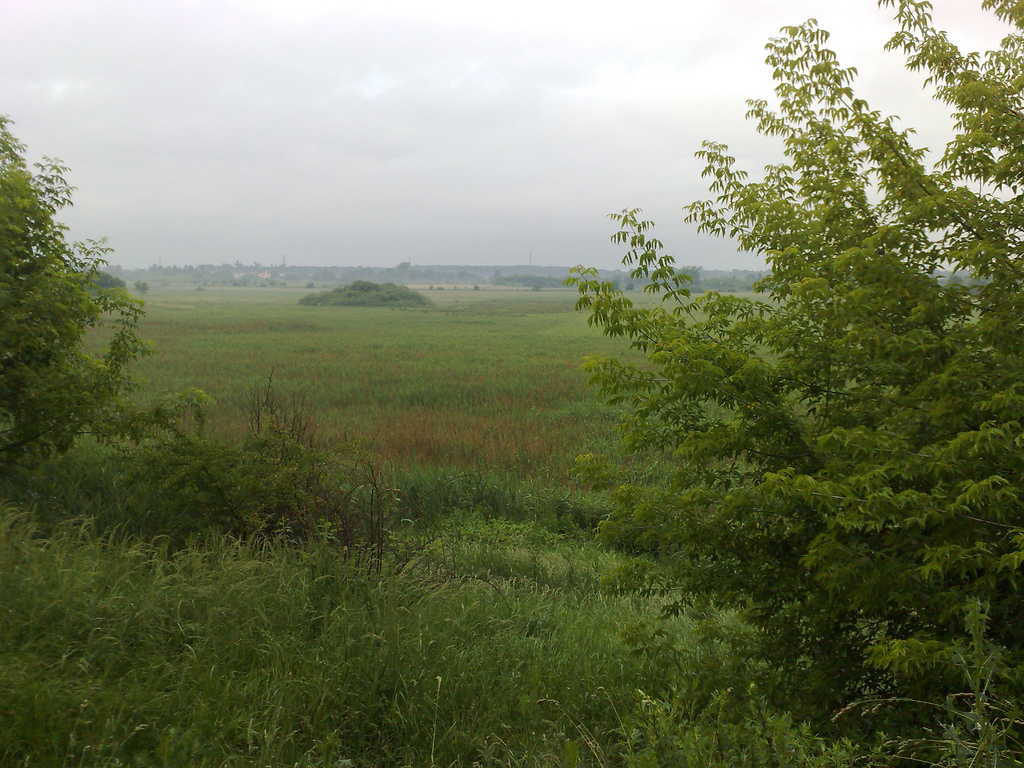

На луках є більше 20 різноманітних рослинних угруповань  - плавні високої осоки, частина плавень очерету і численні і багаті напівприродні смуги. Виявлено понад 370 видів квіткових рослин, у т.ч рідкісні захищені кров'яні орхідеї, крапчасті гвоздики і валеріана .
На луках Нової Гути також багата орнітофауна – зафіксовано 37 видів птахів, що гніздуються, серед яких зникаючі в Європі: деркач, терновий сорокопуд та бугайчик . Поряд із перелітними птахами в луках та в їх безпосередній близькості виявлено 78 видів птахів. Багатство видів стосується і комах . Є два рідкісних види добових метеликів - Синявець Телей і Синявець чорнуватий . Через їх численну поширеність територія луки входить до списку територій, які пропонуються для охорони як територія Natura 2000. На луках зустрічаються ще два рідкісних види метеликів — Дукачик блакитнуватий і Дукачик непарний .
Луки разом з Могильським лісом та коридором річки Длубня становлять одне з найбагатших за природою місць Кракова. Вони також є цінними з точки зору навчання та дозволяють проводити заняття для студентів екологічних факультетів краківських університетів. Вони також використовуються для відпочинку.
В планах створення природно-ландшафтного комплексу «Парк Стариць Вісли в Новій Гуті» поруч із Луками Новогуцькими, який, серед іншого, включатиме сьогоднішню територію Ленговського лісу.

## Див.також
- Оболонь
- Болотна лука
- Заплава
- Лука (рослинність)

## Зовнішні посилання
- Użytek ekologiczny Łąki Nowohuckie. Архів оригіналу за 24 грудня 2013. Процитовано 21 листопада 2021.